# Сивкасти кенгур пењач
Сивкасти кенгур пењач (лат. Dendrolagus inustus) је врста сисара из породице кенгура и валабија (Macropodidae).

## Распрострањење
Врста је присутна у Западној Новој Гвинеји (Индонезија) и Папуи Новој Гвинеји.

## Станиште
Станишта врсте су шуме и планине. Врста је по висини распрострањена до 1.400 метара надморске висине. Врста је присутна на подручју острва Нова Гвинеја. 

## Угроженост
Ова врста се сматра рањивом у погледу угрожености врсте од изумирања.